# Planalto (Manaus)
Planalto é um bairro do município brasileiro de Manaus, capital do estado do Amazonas. Localiza-se na Zona Centro-Oeste da cidade. De acordo com estimativas da Secretaria de Estado de Desenvolvimento Econômico, Ciência, Tecnologia e Inovação do Amazonas (SEDECTI), sua população era de 19 249 habitantes em 2017.
A maior parte da área do bairro pertence a conjuntos residenciais, sendo considerado um bairro de classe média e média-alta. 
Integram o bairro: os conjuntos Jardim Campos Elíseos I, II e III; Flamanal, Jardim Belvedere I e II; Jardim de Versalles I, II e III, e Jardim Vista Bela, além do loteamento Jardim de Versalles.

## Localização
O bairro do Planalto fica localizado na Zona Centro-Oeste de Manaus. Limita-se com os bairros do Lírio do Vale, Nova Esperança, Tarumã, Alvorada e Redenção.

## Transportes
O bairro Planalto é servido pelas empresas de ônibus Via Verde Transportes Coletivos, Viação São Pedro e Vega Transportes.
As linhas que atendem o bairro são: 204 (Via Verde Transportes Coletivos), 205 (Via Verde Transportes Coletivos) e 212 (Viação São Pedro/Vega Transportes). As linhas de ônibus: 014 (Viação Rondônia), 016 (Viação Rondônia), 128 (Viação São Pedro), 202 (Viação São Pedro), 206 (Viação São Pedro), 207 (Viação São Pedro), 209 (Viação São Pedro), 210 (Viação São Pedro), 213 (Via Verde Transportes Coletivos), 214 (Via Verde Transportes Coletivos), 215 (Via Verde Transportes Coletivos), 217 (Via Verde Transportes Coletivos), 219 (Via Verde Transportes Coletivos), 225 (Via Verde Transportes Coletivos), 227 (Via Verde Transportes Coletivos) e 450 (Viação São Pedro) também passam por algumas vias do bairro Planalto. 